# Mosnang
Mosnang är en ort och kommun i distriktet Toggenburg i kantonen Sankt Gallen, Schweiz. Kommunen har 2 969 invånare (2023).
Kommunen består av orten Mosnang (1 113 invånare (2018)), Libingen (293 invånare), Mühlrüti (392 invånare), Dreien-Wisen (422 invånare) och ett antal mindre byar.